# Rhysotoechia etmanii
Rhysotoechia etmanii är en kinesträdsväxtart som beskrevs av W.N.Takeuchi. Rhysotoechia etmanii ingår i släktet Rhysotoechia och familjen kinesträdsväxter. Inga underarter finns listade i Catalogue of Life.